# Levi Miller
Levi Zane Miller (Brisbane, 30 settembre 2002) è un attore e modello australiano.
È noto per il ruolo di Peter Pan nel film Pan - Viaggio sull'isola che non c'è (2015).

## Biografia

### Primi anni
Miller è nato il 30 settembre 2002 a Brisbane, Queensland, Australia.
All'età di 5 o 6 anni è entrato e ha vinto un concorso teatrale con un monologo di Peter Pan. È apparso in diversi spot televisivi australiani.

### Carriera
Il suo ruolo di maggior rilievo è nel film Pan - Viaggio sull'isola che non c'è (2015), una rivisitazione del classico Peter Pan, nel quale Levi interpreta il ruolo del protagonista.
Fino ad allora era apparso soltanto in un musical, A Heartbeat Away, del 2011 con Sebastian Gregory, Isabel Lucas e William Zappa e in brevi film come Akiva (2010) e Great Adventures (2012).
Nel 2016 recita nell'horror natalizio Better Watch Out e l'anno successivo nell'adattamento del romanzo australiano Jasper Jones. In seguito interpreta il ruolo di Calvin nel film Disney Nelle pieghe del tempo, tratto dall'omonimo romanzo del 1963 di Madeleine L'Engle.
Nel 2019 è co-protagonista, insieme a Dane Cook, di American Exit, film diretto da Tim McCann e Ingo Vollkamme.

## Filmografia

### Cinema
- Akiva, regia di Katrina Irawati Graham - cortometraggio (2010)
- A Heartbeat Away, regia di Gale Edwards (2011)
- Great Adventures, regia di Gerard Lambkin - cortometraggio (2012)
- Pan - Viaggio sull'isola che non c'è (Pan), regia di Joe Wright (2015)
- Better Watch Out, regia di Chris Peckover (2016)
- Red Dog - L'inizio (Red Dog: True Blue), regia di Kriv Stenders (2016)
- Jasper Jones, regia di Rachel Perkins (2017)
- Nelle pieghe del tempo (A Wrinkle in Time), regia di Ava DuVernay (2018)
- American Exit, regia di Tim McCann e Ingo Vollkamme (2019)
- Streamline, regia di Tyson Wade Johnston (2021)
- Kraven - Il cacciatore (Kraven the Hunter), regia di J. C. Chandor (2024)

### Televisione
- Terra Nova – serie TV, 1 episodio (2011)
- Supergirl – serie TV, 1 episodio (2015)

## Riconoscimenti
- 2016 – Monster Fest
  - Premio della Giuria alla miglior performance in un film per Better Watch Out
- 2016 – Young Artist Awards
  - Nomination Best Performance in a Feature Film – Leading Young Actor (11 – 13) per Pan - Viaggio sull'isola che non c'è
- 2016 – Young Entertainer Awards
  - Nomination Best Leading Young Actor – Feature Film per Pan - Viaggio sull'isola che non c'è
- 2017 – FrightFest
  - Premio della Giuria al miglior attore per Better Watch Out
- 2018 – Film Critics Circle of Australia Awards
  - Nomination Miglior attore per Jasper Jones

## Doppiatori italiani
Nelle versioni in italiano delle opere in cui ha recitato, Levi Miller è stato doppiato da:
- Leonardo Della Bianca in Pan - Viaggio sull'isola che non c'è, Red Dog - L'inizio
- Tommaso Di Giacomo in Nelle pieghe del tempo
- Lorenzo Crisci in Better Watch Out
- Lorenzo D'Agata in Kraven - Il cacciatore